# Марія Фернанда Ланда
Марія Фернанда Ланда (ісп. María Fernanda Landa; нар. 29 липня 1975) — колишня аргентинська тенісистка.
Найвищу одиночну позицію світового рейтингу — 183 місце досягла 5 серпня 1996, парну — 108 місце — 24 травня 1999 року.
Здобула 6 одиночних та 1 парний титул.

## Фінали турнірів WTA

### Парний розряд: 1 (1 перемога)
| Результат | Дата                 | Турнір               | Рівень   | Покриття | Партнерка          | Суперниці                            | Рахунок       |
| --------- | -------------------- | -------------------- | -------- | -------- | ------------------ | ------------------------------------ | ------------- |
| Поразка   | WTA Madrid Open 1999 | Madrid Open, Іспанія | Tier III | Ґрунт    | Марлен Вайнгартнер | Вірхінія Руано Паскуаль Паола Суарес | 2–6, 6–0, 0–6 |

## Фінали ITF

### Одиночний розряд: 15 (6–9)
| турніри $25,000 |
| турніри $10,000 |

| Результат | Ранг | Дата              | Турнір                      | Покриття | Суперниця                     | Рахунок            |
| --------- | ---- | ----------------- | --------------------------- | -------- | ----------------------------- | ------------------ |
| Поразка   | 1.   | 23 листопада 1992 | ITF Буенос-Айрес, Аргентина | Ґрунт    | Вікі Маес                     | 4–6, 5–7           |
| Поразка   | 2.   | 26 квітня 1993    | ITF Сантьяго, Чилі          | Ґрунт    | Лаура Монтальво               | 4–6, 6–2, 3–6      |
| Поразка   | 3.   | 24 травня 1993    | ITF Барселона, Іспанія      | Ґрунт    | Катажина Теодорович-Лісовська | 6–0, 3–6, 5–7      |
| Перемога  | 4.   | 11 квітня 1994    | ITF Супетар, Хорватія       | Ґрунт    | Александра Ольша              | 7–5, 4–6, 6–4      |
| Перемога  | 5.   | 5 вересня 1994    | ITF Медельїн, Колумбія      | Ґрунт    | Сесілія Ампуеро               | 3–6, 6–3, 6–3      |
| Поразка   | 6.   | 25 вересня 1994   | ITF Гуаякіль, Еквадор       | Ґрунт    | Міріам Д'Агостіні             | 2–6, 7–5, 0–1 ret. |
| Перемога  | 7.   | 10 жовтня 1994    | ITF Сантьяго, Чилі          | Ґрунт    | Памела Сінгман                | 6–2, 6–3           |
| Поразка   | 8.   | 14 листопада 1994 | ITF Буенос-Айрес, Аргентина | Ґрунт    | Лаура Монтальво               | 2–6, 2–6           |
| Перемога  | 9.   | 14 серпня 1995    | ITF Карфаген, Туніс         | Ґрунт    | Петра Камстра                 | 2–3 ret.           |
| Перемога  | 10.  | 27 травня 1996    | ITF Буенос-Айрес, Аргентина | Ґрунт    | Сінтія Торторелла             | 6–2, 6–2           |
| Поразка   | 11.  | 22 липня 1996     | ITF Буенос-Айрес, Аргентина | Ґрунт    | Маріана Діас-Оліва            | 3–6, 6–7(5–7)      |
| Поразка   | 12.  | 24 серпня 1997    | ITF Київ, Україна           | Ґрунт    | Барбара Шварц                 | 3–6, 2–6           |
| Перемога  | 13.  | 29 вересня 1997   | ITF Буенос-Айрес, Аргентина | Ґрунт    | Беттіна Фулько                | 6–4, 6–1           |
| Поразка   | 14.  | 29 березня 1999   | ITF Сантьяго, Чилі          | Ґрунт    | Каталіна Кастаньйо            | 4–6, 2–6           |
| Поразка   | 15.  | 4 липня 1999      | ITF Мон-де-Марсан, Франція  | Ґрунт    | Лурдес Домінгес Ліно          | 3–6, 4–6           |

### Парний розряд: 27 (14–13)
| Результат | Ранг | Дата              | Турнір                        | Покриття | Партнерка             | Суперниці                                       | Рахунок             |
| --------- | ---- | ----------------- | ----------------------------- | -------- | --------------------- | ----------------------------------------------- | ------------------- |
| Поразка   | 1.   | 21 вересня 1992   | ITF Гуаякіль, Еквадор         | Ґрунт    | Флоренсія Сіанфагна   | Нінфа Марра Сумара Пассус                       | 1–6, 6–7            |
| Поразка   | 2.   | 19 жовтня 1992    | ITF Буенос-Айрес, Аргентина   | Ґрунт    | Флоренсія Сіанфагна   | Лаура Монтальво Маріана Рандруп                 | 3–6, 6–3, 3–6       |
| Поразка   | 3.   | 3 травня 1993     | ITF Буенос-Айрес, Аргентина   | Ґрунт    | Маріана Рандруп       | Лаура Монтальво Марія Інес Араїс                | 1–6, 6–3, 2–6       |
| Поразка   | 4.   | 10 травня 1993    | ITF Барселона, Іспанія        | Ґрунт    | Ана Салас Лосано      | Кончіта Мартінес Гранадос Клаудія Тімм          | 5–7, 6–1, 2–6       |
| Перемога  | 5.   | 17 травня 1993    | ITF Тортоса, Іспанія          | Ґрунт    | Марія Інес Араїс      | Ципора Обзилер Лімор Зальтц                     | 4–6, 6–3, 6–4       |
| Перемога  | 6.   | 12 липня 1993     | ITF Віго, Іспанія             | Ґрунт    | Софія Празеріс        | Петра Камстра Лінда Німантсвердрієт             | 7–6(6), 3–6, 7–6(5) |
| Перемога  | 7.   | 19 липня 1993     | ITF Більбао, Іспанія          | Ґрунт    | Софія Празеріс        | Сільвія Рамон-Кортес Інмакулада Варас           | 6–4, 6–4            |
| Перемога  | 8.   | 11 квітня 1994    | ITF Супетар, Хорватія         | Ґрунт    | Лаура Монтальво       | Теодора Недева Антоанета Пандєрова              | 6–4, 6–2            |
| Поразка   | 9.   | 12 вересня 1994   | ITF Манісалес, Колумбія       | Ґрунт    | Марія Долорес Кампана | Гвадалупе Бугальйо Ванесса Менга                | 6–2, 4–6, 5–7       |
| Перемога  | 10.  | 10 жовтня 1994    | ITF Сантьяго, Чилі            | Ґрунт    | Маріана Еберле        | Барбара Кастро Марія-Алехандра Кесада           | 6–3, 4–6, 7–5       |
| Перемога  | 11.  | 17 жовтня 1994    | ITF Асунсьйон, Парагвай       | Ґрунт    | Маріана Еберле        | Карла Родрігес Лорена Родрігес                  | 6–3, 6–0            |
| Перемога  | 12.  | 17 червня 1995    | ITF Гечо, Іспанія             | Ґрунт    | Магдалена Гжибовська  | Майке Каутстал Седа Норландер                   | 6–2, 6–4            |
| Перемога  | 13.  | 14 серпня 1995    | ITF Карфаген, Туніс           | Ґрунт    | Йоланда Клемот        | Талина Бейко Теодора Недева                     | 6–3, 6–2            |
| Поразка   | 14.  | 20 травня 1996    | ITF Буенос-Айрес, Аргентина   | Ґрунт    | Сінтія Торторелла     | Маріана Фаустінеллі Лорена Мартінес             | 2–6, 5–7            |
| Поразка   | 15.  | 28 липня 1996     | ITF Буенос-Айрес, Аргентина   | Ґрунт    | Ларісса Шерер         | Кірстін Фрає Кароліна Шнайдер                   | 6–7(4–7), 4–6       |
| Перемога  | 16.  | 6 жовтня 1996     | ITF Пуерто-Вальярта, Мексика  | Тверде   | Марлен Вайнгартнер    | Паула Кабесас Вероніка Стеле                    | 4–6, 7–5, 6–3       |
| Поразка   | 17.  | 23 червня 1997    | ITF Бордо, Франція            | Ґрунт    | Марлен Вайнгартнер    | Каролін Денін Ніно Луарсабішвілі                | 7–6(8–6), 4–6, 5–7  |
| Поразка   | 18.  | 30 червня 1997    | ITF Файгінген, Німеччина      | Ґрунт    | Марлен Вайнгартнер    | Седа Норландер Вірупама Вайдянатан              | 3–6, 1–6            |
| Поразка   | 19.  | 13 липня 1997     | ITF Пухгайм, Німеччина        | Ґрунт    | Седа Норландер        | Кірстін Фрає Нелле ван Лоттум                   | 1–6, 2–6            |
| Перемога  | 20.  | 4 жовтня 1998     | ITF Каракас, Венесуела        | Тверде   | Седа Норландер        | Нанні де Вільєрс Жанетта Гусарова               | 6–4, 5–7, 7–6       |
| Поразка   | 21.  | 19 жовтня 1998    | ITF Монтевідео, Уругвай       | Ґрунт    | Ева Бес               | Лаура Монтальво Паола Суарес                    | 2–6, 2–6            |
| Перемога  | 22.  | 2 листопада 1998  | ITF Можі-дас-Крузіс, Бразилія | Ґрунт    | Ева Бес               | Лусіана Масанте Алісія Ортуньйо                 | 4–6, 6–2, 6–2       |
| Поразка   | 23.  | 16 листопада 1998 | ITF Буенос-Айрес, Аргентина   | Ґрунт    | Ева Бес               | Седа Норландер Катарина Среботнік               | 6–7(5–7), 3–6       |
| Поразка   | 24.  | 7 лютого 1999     | ITF Майорка, Іспанія          | Ґрунт    | Аліче Канепа          | Роса Марія Андрес Родрігес Лурдес Домінгес Ліно | 1–6, 1–6            |
| Перемога  | 25.  | 14 лютого 1999    | ITF Майорка, Іспанія          | Ґрунт    | Анхелес Монтоліо      | Емманюелль Курутше Келлі Лігган                 | 2–6, 6–4, 7–6       |
| Перемога  | 26.  | 4 липня 1999      | ITF Мон-де-Марсан, Франція    | Ґрунт    | Ева Бес               | Х'яна Гутьєррес Роміна Оттобоні                 | 6–4, 6–4            |
| Перемога  | 27.  | 23 квітня 2000    | ITF Сан-Луїс-Потосі, Мексика  | Ґрунт    | Роміна Оттобоні       | Гелен Крук Вікторія Девіс                       | 6–4, 7–6(7)         |